# Charlie Bell
Charlie Will Bell III (pron. ˈtʃa(ː)li bel; Flint, 12 marzo 1979) è un ex cestista e allenatore di pallacanestro statunitense, professionista nella NBA e in Europa.

## Carriera
Bell ha iniziato a giocare a pallacanestro alla high school. Ha avuto un eccellente inizio di carriera nella NCAA con Michigan State.
Nonostante non fosse stato scelto nel Draft NBA da nessuna squadra, i Phoenix Suns gli firmarono un contratto da free agent; dopo sole 5 partite giocate, però, fu svincolato e passò ai Phoenix Eclipse nella ABA. La nuova esperienza dura ancor meno della precedente (4 partite) così come il ritorno nella NBA con i Dallas Mavericks (2 partite).
Nel 2002 inizia la sua esperienza europea: gioca in Italia, dapprima con la Benetton Treviso, dove contribuisce alla vittoria dello scudetto, in seguito anche con la Virtus Bologna e con la Mabo Livorno.
Nella stagione 2004-05 si trasferisce in Spagna dove milita nel Leche Río Breogán.
Nell'estate 2005 si riaprono le porte della NBA: firma infatti un contratto con i Milwaukee Bucks a partire dalla stagione 2005-06.
Il 28 marzo 2006 ha avuto la sua migliore prestazione NBA in assoluto, proprio contro i Suns, la sua ex-squadra. Ha infatti realizzato una tripla doppia segnando 19 punti, catturando 10 rimbalzi ed offrendo 13 assist.
Nel 2012 dopo essere stato tagliato dai Golden State Warriors torna in Italia firmando un contratto fino al termine della stagione con la Juvecaserta.

## Palmarès

### Squadra
- Campione NCAA (2000)
- Campionato italiano: 1

Pall. Treviso: 2001-2002

### Individuale
- NCAA AP All-America Third Team (2001)